# 1907 (szám)
Az 1907 (római számmal: MCMVII) az 1906 és 1908 között található természetes szám.

## A matematikában
A tízes számrendszerbeli 1907-es a kettes számrendszerben 11101110011, a nyolcas számrendszerben 3563, a tizenhatos számrendszerben 773 alakban írható fel.
Az 1907 páratlan szám, prímszám. Kanonikus alakja 19071, normálalakban az 1,907 · 103 szorzattal írható fel. Két osztója van a természetes számok halmazán, ezek növekvő sorrendben: 1 és 1907.
Szigorúan nem palindrom szám.
Az 1907 huszonkilenc szám valódiosztóösszeg-függvényeként áll elő, ezek közül legkisebb a 9505.